# Чесапикский рейд
Чесапикский рейд (англ. Chesapeake raid) — набеговая операция британцев, проведенная силами флота и армии против поселений по берегам Чесапикского залива в мае 1779 года, во время Американской войны за независимость. Благодаря быстроте выполнения и высокой мобильности британцев, многие поселения колонистов были захвачены врасплох.

## Предыстория
Уже в марте 1779 года генерал Генри Клинтон обдумывал возможности кампании на Юге. Но ему мешали два обстоятельства: отсутствие подкреплений из Англии и задержка корпуса генерала Гранта в Вест-Индии. Без этих войск он не чувствовал себя достаточно сильным для действий против Чарлстона.
Однако, следуя письменной рекомендации лорда Джермейна от 23 января, он все же предпринял атаки на побережье Новой Англии и Чесапикcкого залива. Главной целью экспедиции на Чесапик было, во-первых, сковать тамошние силы колонистов и предотвратить соединение виргинских войск с армией Вашингтона, а во-вторых уничтожить суда и склады, снабжавшие повстанцев в Южной Каролине. Чесапикский залив, со множеством бухт, разветвлений и впадающих рек, был важным путём доставки колонистам пороха и оружия из Европы.
Вирджиния и Мэриленд пока избежали больших боев, и относительная нетронутость позволяла им поддерживать людьми и снаряжением армию на севере. Импорт вирджинского табака, вывозимого через Чесапик, облегчал получение кредитов и помощи от европейских стран. С начала революции по 1779 год важность импорта табака даже выросла. Коммодор Кольер писал:

Самым удобным способом прекратить бунт было отрезать противника от ресурсов, которые позволяли ему продолжать войну; поскольку эти ресурсы брались в основном из Вирджинии, и в основном от табака, закупоривание и прерывание плавания по Чесапику могло бы способствовать большим целям, и если само по себе не прекращало войну, привело бы мятежников к бесконечным трудностям, особенно при том, что [их] армия постоянно получала припасы, посылаемые по воде через Чесапик…
Оригинальный текст (англ.)
The most feasible way to end the rebellion was by cutting off the resources by which the enemy could continue war, these being drawn principally from Virginia, and principally from tobacco, that an attack and putting up and shutting up of the navigation of the Chesapeake would probably answer very considerable purposes, and if not of itself sufficient to end the war would drive the Rebels to infinite inconvenience and difficulty, especially as [their] army was constantly supplied by provisiions sent by water through the Chesapeake...

Клинтон не строил планов на большую кампанию, он намеревался только нарушить местную торговлю и разорить берега Чесапика. Приказ Джермейна, утверждавший кампанию, пришел в 24 апреля.

## Экспедиция
5 мая флотилия покинула Нью-Йорк. 28 войсковых транспортов шли в охранении HMS Raisonnable (64, флагман), HMS Rainbow (44), HMS Solebay (28), HMS Otter (14), HMS Diligent, HMS Harlem и галеры Cornwallis Galley, под общим командованием Кольера. На борту были 1800 человек генерал-майора Эдварда Мэтью, собранные из гвардии, Королевских ирландских волонтеров, гессенцев принца Чарльза, и других. 6 мая открылся мыс Генри, а 8 мая экспедиция встала на якорь у Виллоби-пойнт. Solebay отделился и пошел в Джорджию, его заменили несколько приватиров, вызвавшихся сопровождать британцев.

### Портсмут
На следующий день Raisonnable бросил якорь в Хэмптон-Роудс. Поскольку его осадка не позволяла подняться по Элизабет-ривер до главной цели, Портсмута, Кольер перенес флаг на Rainbow. Попав в штиль, флотилия встала на якорь, и коммодор ушел вперед на малой шхуне для рекогносцировки форта Нельсон. Он обнаружил очень немного мятежных войск, возможно, благодаря внезапности рейда. За отсутствием ветра корабли не могли продвинуться, поэтому дивизия сошла в плоскодонные лодки под предводительством сэра Джорджа и генерала Мэтью на баркасе с Rainbow. Для прикрытия с флангов имелись галера и несколько канонерских лодок с 6- или 9-фунтовой пушкой каждая.
Когда подошел ветер, вся флотилия заняла свои места. После обстрела с галеры и канонерок, на который форт ответил огнём, войска без сопротивления высадились примерно в миле от него. По уговору между коммодором и генералом, с рассветом планировался комбинированный штурм форта с суши и с реки, но обнаружилось, что колонисты его бросили и ушли, оставив только флаг. Колониальный артиллерист майор Томас Мэтьюс (англ. Thomas Mattews) приказал заклепать все пушки. 100−150 колонистов забрали с собой только одну бронзовую полевую пушку и казенные припасы. Когда британцы овладели фортом, они поразились силе и толщине обращенных к реке укреплений.
Когда с кораблей увидели, что 13-полосный флаг с сменился британским, экспедиция овладела Портсмутом, а также соседними городами Норфолк, Госпорт и Суффолк, нигде не встретив сопротивления. Население большей частью бежало. В общей сложности в попали руки британцев и были сожжены 137 вымпелов, включая 20-пушечный континентальный фрегат на стапелях и два больших французских «купца» с грузами, из них один с табаком.
Британский набег был так стремителен, что по большей части колонисты узнавали о нём уже после того, как он состоялся. Так, губернатор Патрик Генри узнал и донес в Конгресс о Портсмуте 27 мая, через день после того, как англичане ушли. Рейд вызвал к жизни несколько резолюций Конгресса, а колониальная пресса называла действия англичан «варварством», «убийством», «насилием», «дикой жестокостью» и тому подобными эпитетами. Однако сообщений о человеческих жертвах в ней нет.
Капитан Rainbow Кенделл (англ. Kendall) выбрал якорь в 3 утра 25 мая, и в 8 часов отметил, что все войска вернулись на транспорты. Флотилия пошла вниз к Хэмптон-Роудс. Кольер вернул флаг на Raisonnable, а на другой день, 26 мая 1779 года, основные силы британцев вышли в море. Кольер доложил, что «мятежникам нанесен урон свыше миллиона фунтов».

### Нижний Чесапик
Экспедиция Кольера и Мэтью по существу закончилась. Но чтобы и дальше тревожить колонистов в заливе, Кольер оставил там Otter (капитан Ричард Крейк, англ. Richard Creyk), Harlem и сопровождающие приватиры. С 28 мая по 22 июня Otter и Harlem с приватирами Lord Dunmore, Fincastle, Hamond и Lord North провели успешное крейсерство. Они захватывали склады и грузы табака и угля, сжигали суда, брали в плен команды, и вообще посеяли в заливе хаос. 22 июня Otter и Harlem ушли, но лоялисты приватирствовали в Чесапике остаток 1779 и весь 1780 год. Иногда заходил один-другой британский корабль.

## Последствия
Кольер и Мэтью вернулись в Нью-Йорк 29 мая, как раз к началу продвижения Клинтона вверх по Гудзону. Войска остались на борту и использовались для взятия Верпланк и Стони-пойнт. То есть британское командование опять не оценило важность контроля над Чесапиком. Это дорого обошлось ему в 1781 году, когда действия армии закончились осадой и сдачей Йорктауна.
В Англии новость о рейде, вместе с сообщением о взятии Саванны, на время породили оптимистические настроения. Но все изменилось в июле 1779, со вступлением в войну Испании.